# Jonathan Harker
Jonathan Harker és un personatge de ficció i un dels principals protagonistes de la novel·la de terror gòtica Dràcula de Bram Stoker de 1897. El seu viatge a Transsilvània i la trobada amb el vampir comte Dràcula i les seves núvies al castell de Dràcula constitueixen les dramàtiques escenes inicials de la novel·la i la majoria de les adaptacions cinematogràfiques. Stoker es va apropiar del cognom del seu amic Joseph Cunningham Harker (1855–1920), escenògraf del Lyceum Theatre i pare de l'actor William Gordon Harker (1885–1967), així com besavi de l'actriu Polly Adams, de la qual les filles actrius Susannah Harker i Caroline Harker van adoptar el cognom per als seus noms artístics.

## A la novel·la
Harker és un advocat recentment graduat d'Exeter, a qui el seu empresari, el Sr. Hawkins, l'encarrega d'actuar com a agent immobiliari d'un client estranger anomenat comte Dràcula que vol traslladar-se a Londres. Harker descobreix a Carfax, prop de Purfleet, Essex, un habitatge que s'adapta a les necessitats del client i viatja a Transsilvània en tren per tal de consultar amb ell al respecte.
A Bistritz, Harker agafa un autocar fins al pas de Borgo, on a mitjanit un altre autocar tirat per quatre cavalls negres, l'espera per portar-lo al castell de Dràcula, a les muntanyes dels Carpats. Al castell, Harker és rebut pel misteriós i ominós comte Dràcula i finalitza la transacció de propietat. Aviat, però, Harker s'adona que el seu amfitrió l'ha fet presoner, que es revela com un vampir. Harker també té una trobada perillosa amb les tres seductores les Núvies de Dràcula, els dissenys de les quals sobre ell només es veuen frustrats per la intervenció del comte. Ell promet entregar-les a Harker després de concloure el seu tracte comercial i els dona una "bossa en moviment" (Harker suposa que és un nen humà) per apaivagar-los. Dràcula marxa cap a Anglaterra i abandona Harker al castell com a menjar per a les seves núvies vampirs, tal com les va prometre.
Harker aconsegueix escapar, trobant refugi en un convent. Pateix una crisi nerviosa després de les seves experiències amb els vampirs; la seva promesa, Mina Murray, va a curar-lo amb l'ajuda de les monges i es casa amb ell allà. Torna a casa a Anglaterra i més tard veu Dràcula a Londres. Després de saber que Dràcula ha matat la millor amiga de la Mina, Lucy Westenra, Harker s'uneix a Abraham Van Helsing, John Seward, Arthur Holmwood i Quincey Morris en una recerca per matar el vampir, que ha mossegat la Mina. Les seves habilitats clericals resulten molt útils per recopilar informació i per localitzar els caus de Dràcula a Londres mitjançant tràmits.
Promet destruir Dràcula i, si pot, enviar "la seva ànima per sempre a l'infern[..]!" encara que sigui a costa de la seva pròpia ànima. Tanmateix, a mesura que la Mina cau més profundament sota l'esclavitud de Dràcula, Harker no està segur de què fer. Tot i que ell li promet que la deixarà fora de la seva misèria si cau completament en el control de Dràcula, a la privadesa del seu diari escriu que, si es convertís en vampir, ell mateix es convertiria en un només perquè pogués continuar amb ella. Tanmateix, finalment la salva destruint Dràcula; al clímax del llibre, obre el taüt de Dràcula i li talla la gola amb un ganivet kukri, mentre que Morris el clava al cor amb un ganivet Bowie.
En una nota postdata establerta set anys més tard, es revela que Harker i Mina tenen un fill al qual han posat el nom dels quatre membres de l'expedició, però a qui anomenen Quincey, en honor a Morris, que va sacrificar la seva vida per ajudar-los a destruir Dràcula. Harker finalment visita el castell de Dràcula juntament amb la seva dona i el seu fill i els seus amics supervivents per recordar. Quan Harker torna a casa amb la seva família, Van Helsing diu que un dia el fill de Harker aprendrà tota la història.

## Interpretacions

### A la pantalla
Els actors que interpreten Harker inclouen:

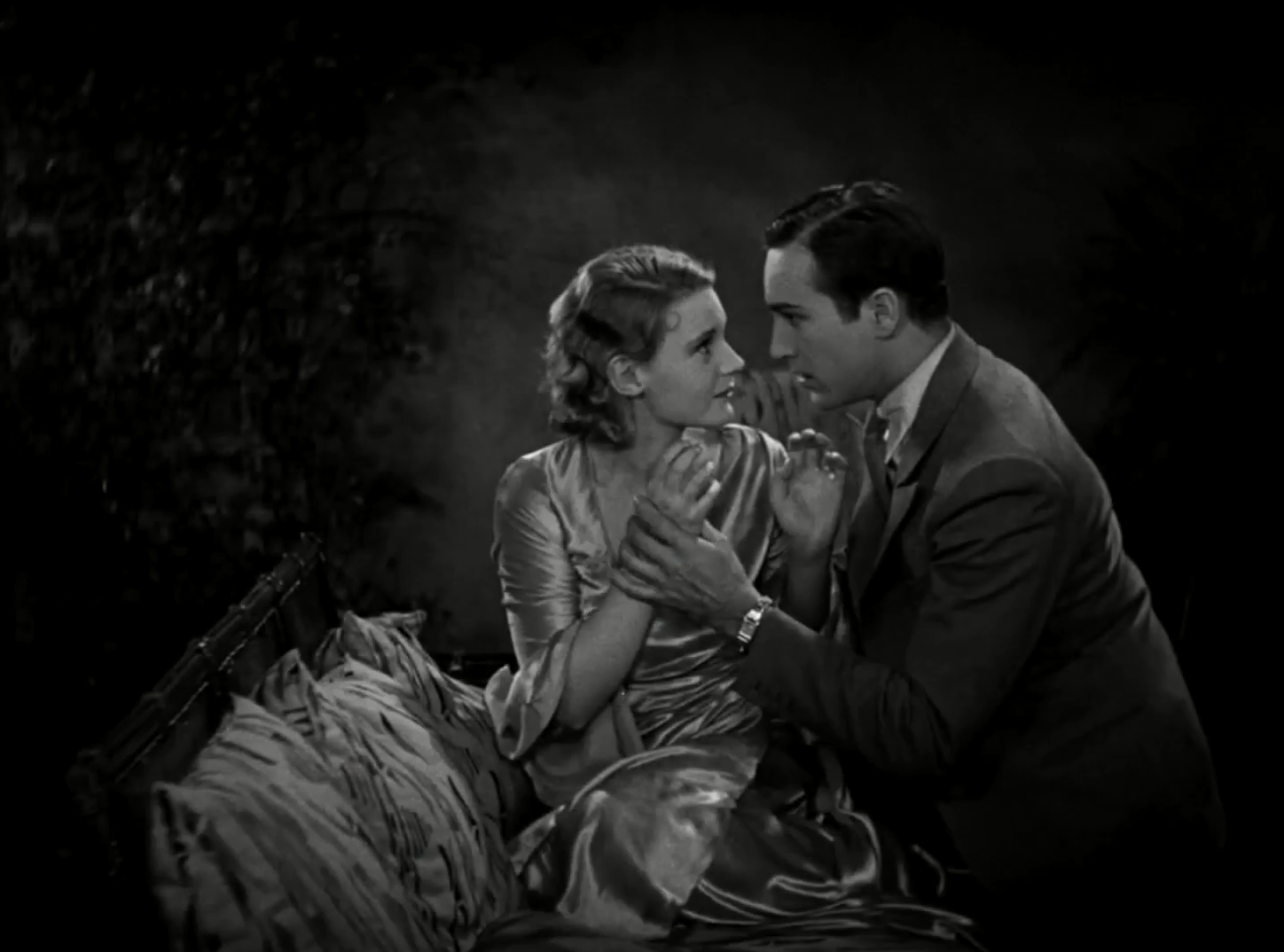
David Manners com Harker a Dracula, amb Helen Chandler com a Mina (1931).

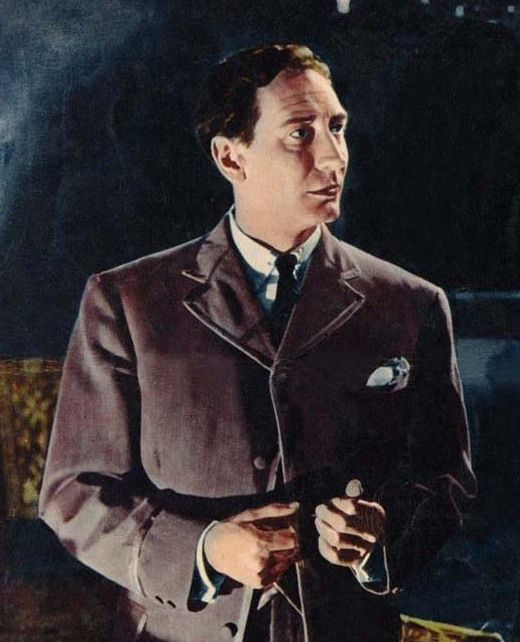
John Van Eyssen a Dracula (1958).

- Gustav von Wangenheim (com a Thomas Hutter) a Nosferatu (1922)
- David Manners (com a John Harker) a Dracula (1931) - en aquesta versió, mai va a Transsilvània.
- Barry Norton (com a Juan Harker) a Drácula (versió en castellà, 1931) -en aquesta versió, no va mai a Transsilvània.
- Bülent Oran (com a Azmi) a Drakula İstanbul'da (1953) - en aquesta versió, va destruir Dràcula tot sol.
- John Van Eyssen a Dracula (1958): en aquesta versió, està compromès amb Lucy i Dràcula el mata al seu castell i es converteix en vampir.
- Corin Redgrave a Dracula (1968): en aquesta versió, es torna boig després de visitar el castell de Dràcula i es transforma en un personatge semblant a Renfield, que fa les ordres de Dràcula.
- Fred Williams a Count Dracula (1970) - és retratat fidelment al seu homòleg a la novel·la.
- Jan Schánilec a la pel·lícula de televisió txecoslovaca Hrabe Drakula (1971) - és retratat fidelment al seu homòleg a la novel·la.
- Murray Brown a Bram Stoker's Dracula (1974) - en aquesta versió, és assassinat per les núvies de Dràcula al seu castell i convertit en vampir.
- Bosco Hogan a Count Dracula (1977) - és retratat fidelment al seu homòleg a la novel·la.
- Bruno Ganz a Nosferatu: Phantom dar Nacht (1979): en aquesta versió, està casat amb Lucy i es converteix en vampir al final de la pel·lícula.
- Trevor Eve a Dracula (1979): en aquesta versió, està promès amb Lucy i mai va a Transsilvània.
- Keanu Reeves a Dràcula de Bram Stoker (1992) - és retratat fidelment al seu homòleg a la novel·la.
- Steven Weber a Mossega com puguis (1995) - en aquesta versió mai va a Transsilvània (en Renfield hi va).
- Hardy Krüger Jr. a Dracula (2002): es reimagina com un advocat modern nord-americà d'èxit.
- Johnny A. Wright a Dracula: Pages from a Virgin's Diary (2002)
- Rafe Spall a Dracula (2006): en aquesta versió, Dràcula el mata al seu castell.
- Amouri in Dracula (2008) - una sèrie de televisió índia a Gemini TV.
- Corey Landis a Dracula Reborn (2012): en aquesta versió es torna a imaginar com a agent immobiliari nord-americà modern, que ven propietats de Dràcula a Califòrnia. És assassinat per la seva dona Lina, que es va convertir en vampir.
- Unax Ugalde a Dracula 3D (2012): en aquesta versió, Dràcula el mata i el converteix en un vampir.
- Oliver Jackson-Cohen a Dracula (sèrie de televisió, 2013): en aquesta versió, és un periodista que està desesperat per escalar les files de l'aristocràcia.
- John Heffernan a Dracula (minisèrie de televisió, 2020): en aquesta versió, Dràcula el mata i el converteix en un no-mort. Aconsegueix escapar del castell cap a un convent. Dràcula acaba la seva existència de no-mort després de convidar-lo al convent. Dràcula porta breument la seva cara com a disfressa.
- Ryan Woodcock a Dracula: The Original Living Vampire (2022): en aquesta versió, Harker fa un paper més semblant a Van Helsing, sent un químic que creu en els no-morts, pensant que pot explicar algunes coses del món que la ciència no pot. En aquesta versió no té cap relació romàntica amb la Mina o la Lucy, sinó que és amic de la detectiva Amelia Van Helsing, que l'ajuda en les seves investigacions.

### Al teatre
- En el musical de Frank Wildhorn, Dracula, the Musical, Jonathan va ser interpretat per Darren Ritchie a la producció de Broadway del 2004. A les produccions de St. Gallen Suïssa i Graz Àustria, Jonathan va ser interpretat per l'actor de teatre musical suec Jesper Tydén.
- El 2006, Sylvain Cossette el va interpretar al musical francocanadenc Dràcula – Entre l'amour et la mort.
- El 2011, Julien Loko va interpretar el musical francès Dracula – L'amour plus fort que la mort Jonathan.
- El 2019, la producció del Northern Ballet de Dràcula de David Nixon Jonathan va ser interpretat per Lorenzo Trossello. La producció es va gravar i es va mostrar als cinemes del Regne Unit el dia de Halloween i després es va emetre a BBC4 el 2020.[5]